# Великое (озеро, Ленинградская область)
Великое (фин. Patrusjärvi) — пресноводное озеро на территории Селезнёвского сельского поселения Выборгского района Ленинградской области.

## Общие сведения
Площадь озера — 0,8 км², площадь водосборного бассейна — 56,8 км². Располагается на высоте 11,6 метров над уровнем моря.
Форма озера изогнутая, продолговатая: оно почти на три километра вытянуто с северо-запада на юго-восток. Берега изрезанные, каменисто-песчаные, местами заболоченные.
Через Великое течёт река Великая, впадающая в залив Балтиец Финского залива.
По центру озера расположен один относительно крупный (по масштабам водоёма) остров без названия.
На западном берегу водоёма располагается посёлок Великое, к которому подходит дорога местного значения 41К-430 («Подъезд к пос. Великое»).
Озеро расположено в восьми километрах от Российско-финляндской границы.
Код объекта в государственном водном реестре — 01040300511102000009469.